# Petrovo Polje
Petrovo Polje (Servisch cyrillisch Петрово Поље) is een plaats in de Servische gemeente Sjenica. De plaats telt 22 inwoners (2002).